# Claus Kniphof
Claus Kniphof (ca. 1500 – 30. oktober 1525) var en dansk kaper.
Claus Kniphofs far Walter døde, da sønnen var barn, hvorefter Claus opvoksede i Malmø som borgmester Jørgen Kocks stedsøn. Hans opvækst indtil han i 1523 gik i tjeneste hos den afsatte Christian II er i øvrigt svagt belyst. I 1525 angreb han på Christian II's vegne Bergen to gange. I april måned slap hans flåde afsted med en kapret last, som han førte til Skotland, hvor Christian II's kapere ofte afsatte deres bytte. Herfra forsøgte han at opnå støtte til at komme Søren Norby til hjælp i Skåne. Tyske kilder betegner ham som den afsatte konges øverstkommanderende. Hans sørøveri tilføjede hansestæderne stor skade, og i juni 1525 udstyrede Hamburg en flåde, der skulle opspore ham. Han søgte derfor beskyttelse i Edinburgh, hvorfra han dog måtte flygte for en ophidset folkemængde. Han søgte nu tilflugt i Nederlandene, men blev her erklæret som "sørøver". Den 7. oktober blev hans skibe angrebet af en flåde fra Hamburg og selv blev han taget til fange af Ditmar Koel sammen med ca. 160 af sit mandskab. Både hans stedfar og grev Edzard af Ostfriesland søgte forgæves at komme ham til hjælp, blandt andet med henvisning til, at han var i besiddelse af den afsatte konges fuldmagt og taget til fange i grevens farvand. Kock, som senere blev en central figur under Grevens Fejde tilbød endog en større sum løsepenge for at få stedsønnen frigivet. Retten i Hamburg lod ham imidlertid henrette som sørøver den 30. oktober 1525, hvorefter hans hoved blev anbragt på en stage til skræk og advarsel for ligesindede.

## Eksterne links
- Kaperen Claus Kniphof.Dansk militærhistorie
- Claus Kniphoff. Deutsche Biographie